# 1e dynastie van Egypte
De 1e dynastie van het oude Egypte wordt gedateerd tussen (ca.) 3150 v.Chr. en 2853 v.Chr. en maakt samen met de 2e dynastie en de 3e dynastie deel uit van de vroeg-dynastieke periode die liep van (ca.) 3150 v.Chr. tot 2639 v.Chr.
Twee opmerkelijke veranderingen luidden het begin van deze periode in, namelijk de verspreiding van het schrift en de stichting van Memphis, de stad die waarschijnlijk vanaf dat moment de politieke hoofdstad van Egypte was. Het schrift werd gedurende deze periode vooral gebruikt voor het schrijven van jaarnamen, een soort annalen die per regeringsjaar van een koning de belangrijkste gebeurtenissen noemen.
Volgens de oud-Egyptische koningslijsten begint de 1e dynastie met de farao Menes. Echter, in bepaalde bronnen (het Narmerpalet) wordt de naam Narmer genoemd als stichter van de 1e dynastie, en in nog andere bronnen verschijnt de naam Hor-Aha, waardoor enige verwarring is ontstaan.
De belangrijkste machtscentra in deze periode in Egypte waren Abydos, Memphis en Hierakonpolis. In veel plaatsen in Egypte zijn grote begraafplaatsen uit deze tijd gevonden, wat impliceert dat het land minder gecentraliseerd was dan tijdens het Oude Rijk, toen er geen sprake meer was van rijke provinciale begraafplaatsen. 
De koningen werden in de woestijn bij Abydos begraven, terwijl de monumenten voor de cultus van de overleden koningen zich aan de rand van de woestijn, dichter bij de nederzettingen bevonden. Terwijl de koningen en andere leden van het koninklijk huis in Abydos werden begraven, werden de hoge ambtenaren in Saqqara begraven. Van enkele opslagruimten die bij deze graven hoorden, is de inhoud bewaard gebleven en tonen dat er reeds in de 1e dynastie een groot scala aan koperen objecten en stenen vazen als luxeobjecten in omloop waren.

## Koningslijst

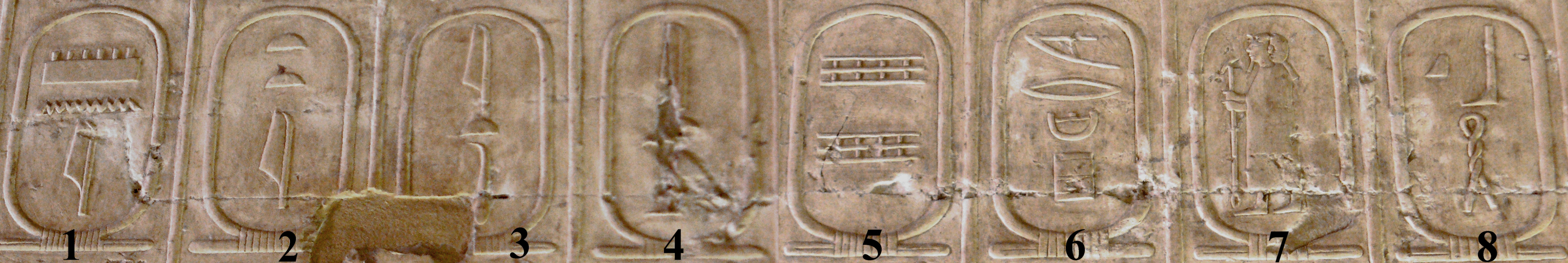
Koningslijst van Abydos

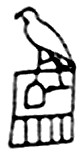
Hiëroglief van Hor-Aha
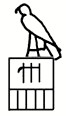
Hiëroglief van Djer
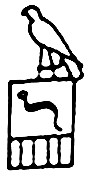
Hiëroglief van Djet
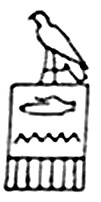
Hiëroglief van Den
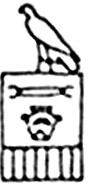
Hiëroglief van Anedjib
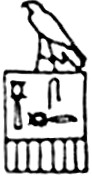
Hiëroglief van Semerchet
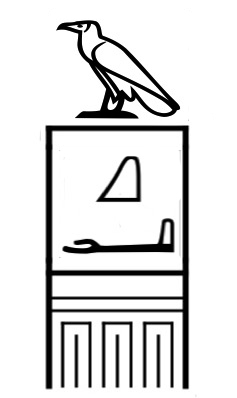
Hiëroglief van Qaä

## Galerij

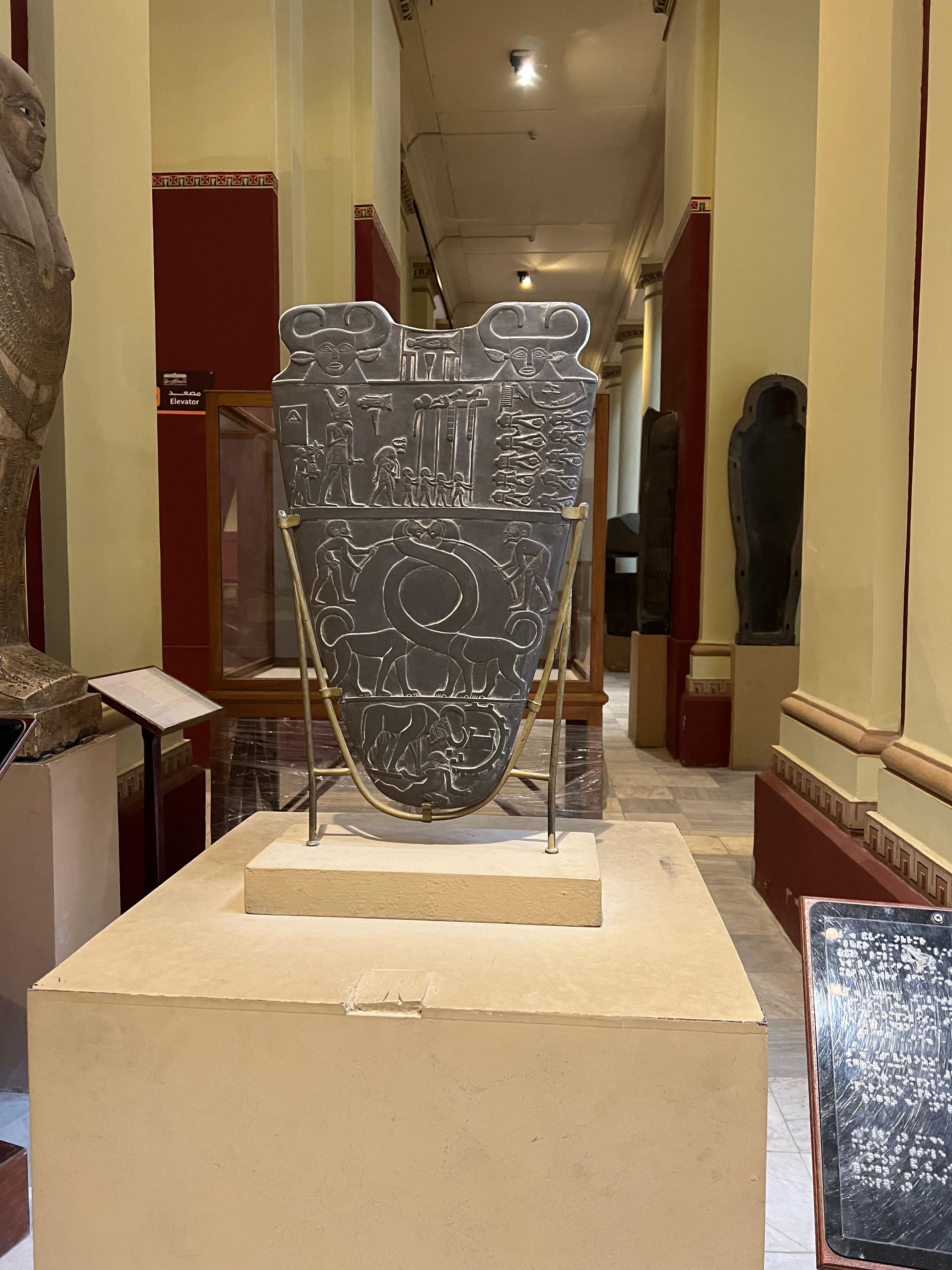
Narmerpalet Egyptisch Museum
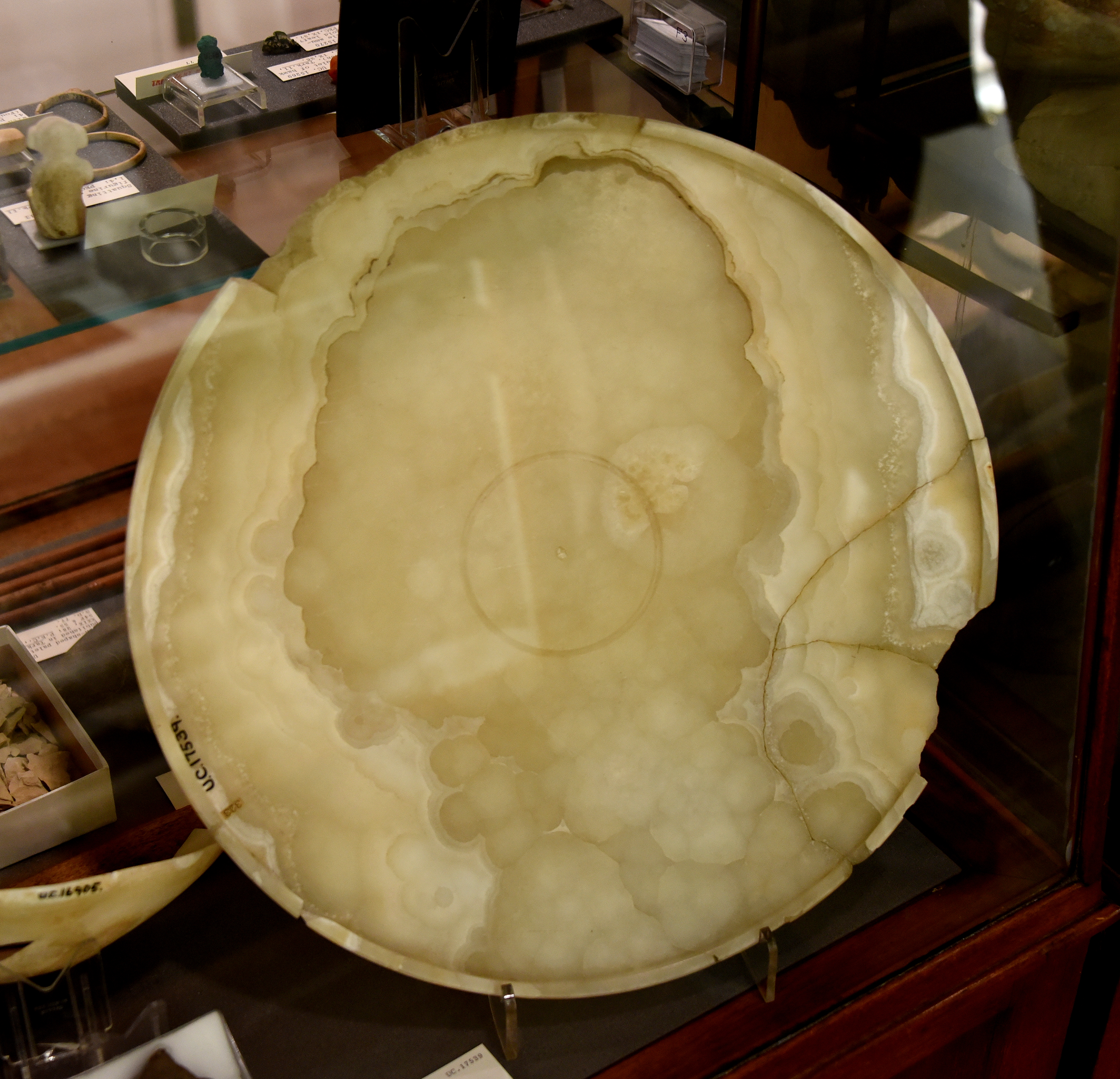
Schaal uit het graf van farao Semerchet Petrie Museum, Londen
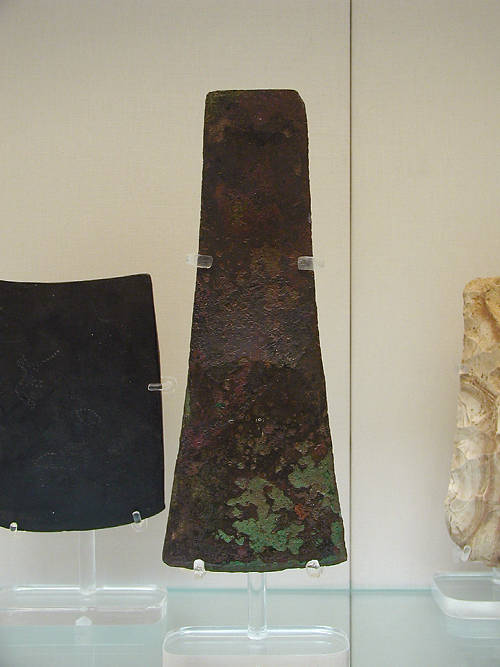
Dissel uit de 1e dynastie British Museum
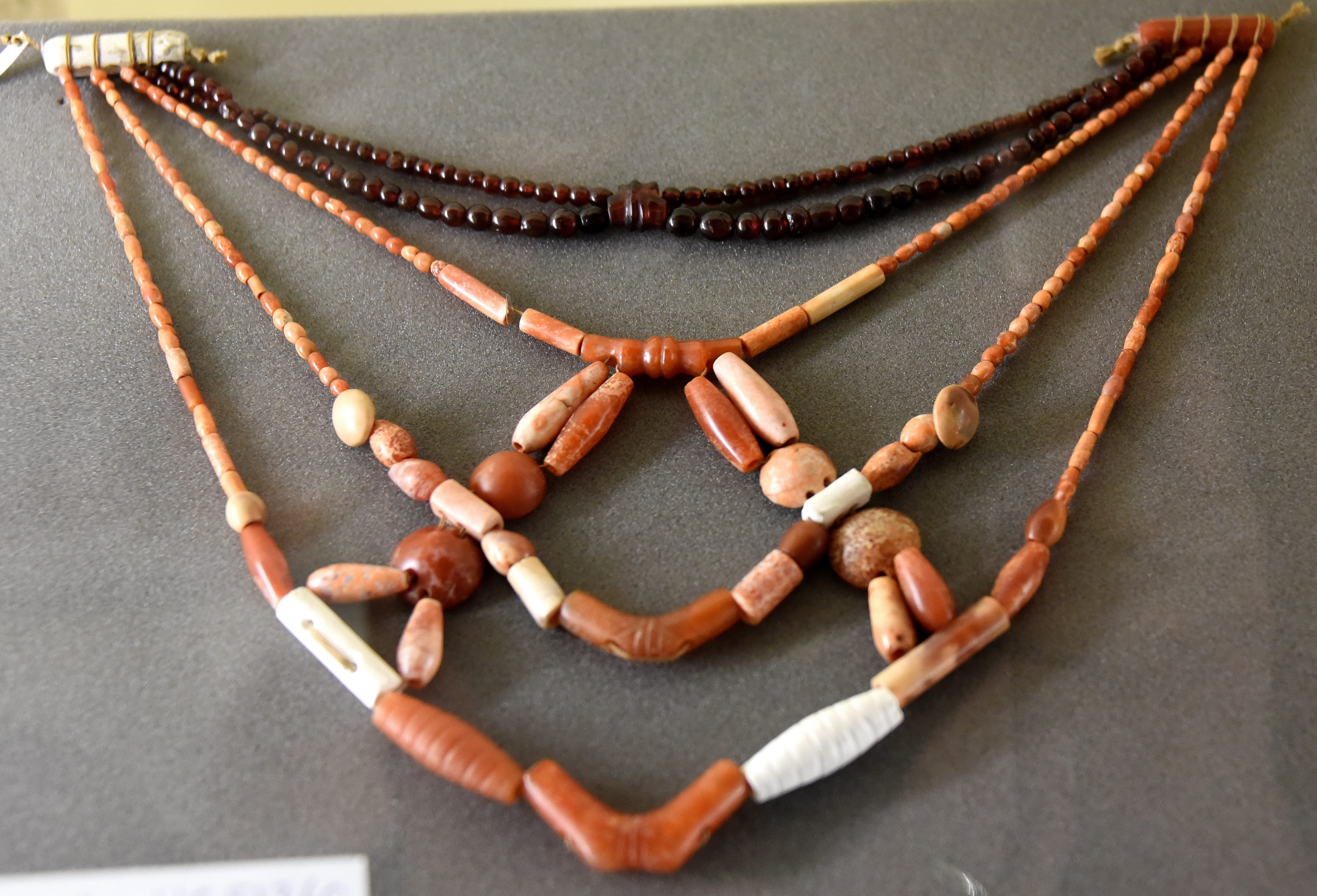
Kettingen met verschillende soorten kralen gemaakt van carneool, koraal en granaat (ca. 3000 v. Chr.), Petrie Museum, Londen
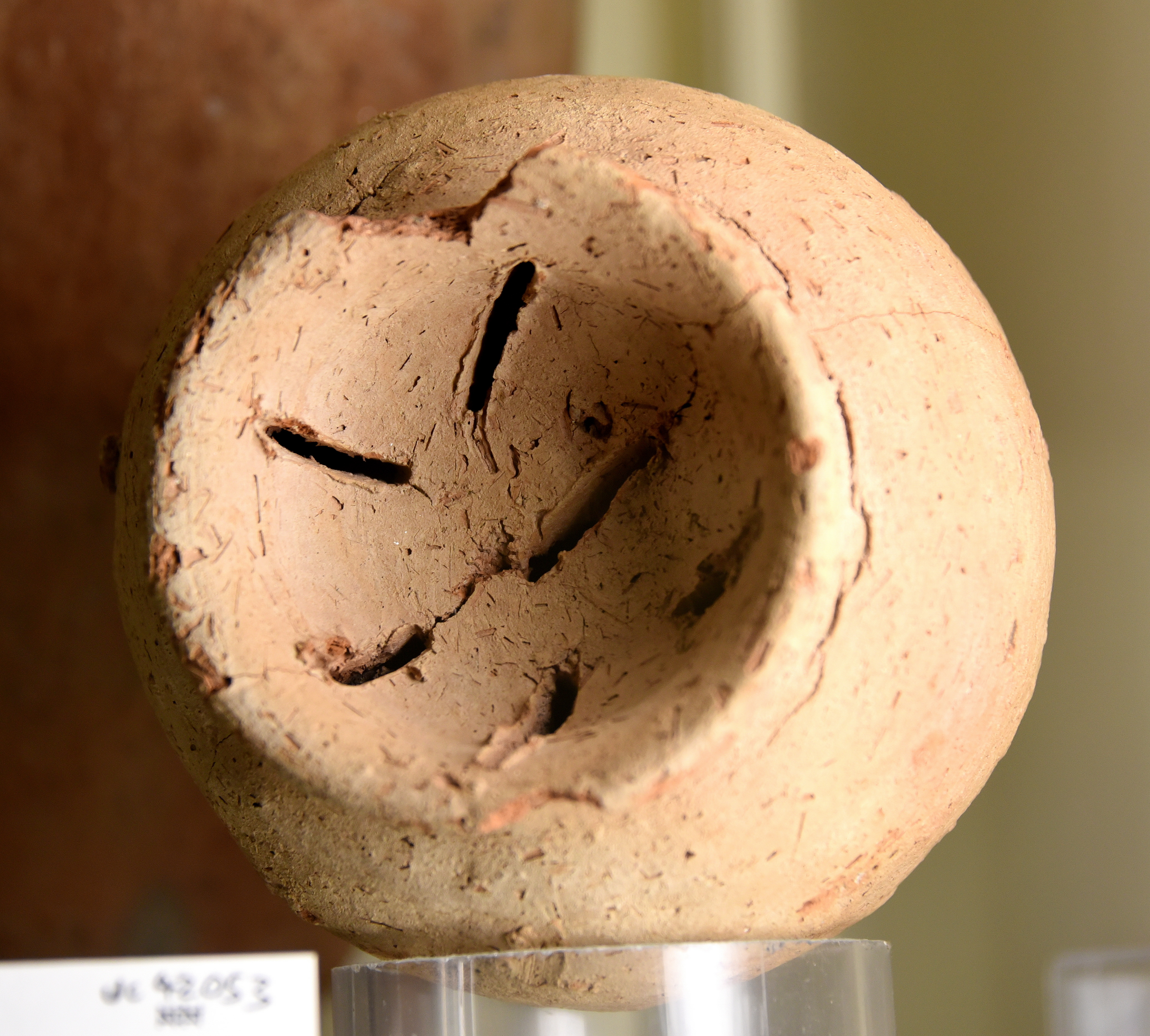
Pot met geïntegreerde zeef uit de 1e dynastie Petrie Museum, Londen

## Externe bronnen
- (en)  Een kijkje op de necropolis van de eerste koningen
- (en)  Een overzicht van de 1e dynastie, qua vondsten